# Alvania gallegosi
Alvania gallegosi är en snäckart. Alvania gallegosi ingår i släktet Alvania och familjen Rissoidae. Inga underarter finns listade i Catalogue of Life.